# Marc Cécillon
Marc Cécillon (Bourgoin, 30 luglio 1959) è un ex rugbista a 15 e allenatore di rugby a 15 francese, per più di vent'anni terza linea centro del Bourgoin-Jallieu.
Allenatore-giocatore dopo il ritiro dall'attività professionistica, fu condannato a una pena detentiva di 14 anni, poi ridotta a 7, per uxoricidio commesso nell'agosto 2004, fatto che ebbe una vasta eco mediatica sia per la notorietà del personaggio sia per il dibattito sorto riguardo alla vita privata post-agonistica degli sportivi un tempo famosi.
A gennaio 2015 fu resa nota la notizia che Cécillon è il padre naturale di un altro rugbista internazionale, Alexandre Dumoulin.

## Biografia
Nativo di Bourgoin (oggi Bourgoin-Jallieu), Cécillon preferì dedicarsi all'apprendistato del mestiere di pasticciere piuttosto che dedicarsi agli studi; in ragione del suo fisico, il suo datore di lavoro, appassionato di rugby, lo indirizzò verso le giovanili di un club di Saint-Savin; da lì fu notato dal Bourgoin-Jallieu, nel quale entrò a 17 anni nel 1976.
Nel club dell'Isère Cécillon militò fino al 1999, giungendo una volta alla finale di campionato (1996-97) e due volte a quella della Coppa di Francia (1997 e 1999), e vincendo la Challenge Cup nel 1997 (oltre a raggiungerne un'altra volta la finale nel 1999).
Esordì in Nazionale, in cui giocò indifferentemente come terza ala o terza centro, nel corso del 1988, contro l'Irlanda; fu la prima di sette edizioni disputate ininterrottamente fino al 1995, eccezion fatta per quella del 1990, con due vittorie nel 1989 e 1993.
Cécillon prese parte anche alla Coppa del Mondo di rugby 1991 in Inghilterra, disputando un incontro nel torneo; selezionato anche per la Coppa del Mondo di rugby 1995 in Sudafrica, scese in campo 4 volte, fino alla semifinale (persa) contro gli Springbok.
Quello fu anche l'ultimo incontro internazionale di Cécillon.
Cessata l'attività professionistica nel 1999, per quattro anni fu giocatore-allenatore di un club dilettantistico a Beaurepaire.

### L'uxoricidio e la condanna
Avendo incontrato difficoltà nella sua vita professionale fuori dal rugby, Cécillon andò incontro a una depressione e mostrò presto problemi di alcolismo e sfoghi di gelosia, che lo portarono a frequenti liti domestiche con sua moglie Chantal (sposata nel 1977 quando lei aveva 17 anni, e dalla quale ebbe due figlie), tanto che questa, nel 2004, fu costretta a chiedere il divorzio.
Il 7 agosto 2004, al termine dell'ennesima lite scoppiata durante un ricevimento a casa di amici comuni, completamente ubriaco Cécillion uccise sua moglie esplodendole contro quattro colpi di calibro .357 Magnum con una pistola acquistata durante un tour in Sudafrica nel 1992.
All'episodio assistettero non meno di 60 testimoni.
La cosa suscitò clamore nella comunità di Bourgoin-Jallieu perché Cécillon era conosciuto da giocatore con il soprannome di tranquillo, che in carriera non era mai incorso in un'espulsione né in un'ammonizione.
Fu accertato che il tasso alcolemico di Cécillon era, al momento dell'arresto, di 2,65 g/l.
Dal processo di primo grado, celebrato a Grenoble presso la Corte d'assise del dipartimento dell'Isère, Cécillon uscì con una condanna a 20 anni per omicidio premeditato.
A seguito di ricorso in appello, la Corte competente di Nîmes ha ridotto, il 3 dicembre 2008, la pena a 14 anni, escludendo così la premeditazione.
Tale fatto di cronaca è stato lo spunto per un dibattito in Francia sul post-carriera dei personaggi assurti alla fama in quanto campioni dello sport.
Serge Blanco, capitano francese alla Coppa del Mondo di rugby 1991, presente in aula come testimone della difesa, riconobbe di non essersi mai reso conto dei problemi del compagno di squadra, aggiungendo che, secondo lui, fuori dal campo, a Cécillon «è mancato un arbitro» che lo avvertisse della strada sbagliata che aveva intrapreso e che, con tutta probabilità, egli non era preparato ad affrontare il termine della sua carriera e la progressiva fuoriuscita dalla notorietà per rientrare nella quotidianità.
Serge Simon, anch'egli ex rugbista e internazionale per la Francia e psicologo di professione, fondatore di un centro di supporto per ex atleti a Bordeaux, prendendo spunto dal caso Cécillion disse che numerosi problemi possono giungere dalla perdita d'identità derivante dal fatto che la fama è costruita sulla figura del campione, ma è la persona normale quella che deve vivere la vita di tutti i giorni; quella persona normale che, dopo la fine dell'attività, viene vista solo come «colui che un tempo era qualcuno».
A luglio 2011, dopo istanza presentata dai suoi legali, Cécillion, nel frattempo risposatosi in carcere, ricevette la libertà condizionata per avere scontato in maniera irreprensibile metà della pena.

### La paternità di Alexandre Dumoulin
A gennaio 2015 il rugbista internazionale francese Alexandre Dumoulin, nato a Bourgoin-Jallieu nel 1989, rese pubblicamente noto il fatto di essere il figlio naturale di Cécillon; la notizia era ufficiosamente nota da tempo, ma Dumoulin decise di ufficializzarla per porre fine a rischi di speculazione.
Cécillon è anche padre di due figlie avute con Chantal.

## Palmarès
- Challenge Cup: 1
Bourgoin-Jallieu: 1996-97